# سقاية سالم الحيدري
سقاية سالم الحيدري
انشأت هذه السقاية في مدينة بغداد، لانتفاع الناس بها، كعمل من أعمال الخير، وذلك خلال العهد العثماني من قبل السيد سالم الحيدري سنة 1912م، في محلة النصة، على طريق الأعظمية، اشترى أرضها لتكون مقبرة له، وكانت قسماً من بستان يقال له: بستان بقال بكر،  شيد عليها مسجداً صغيراً دفن فيه قريبه السيد صالح الحيدري في نفس السنة اعلاه. والحق بالمسجد سقاية ذات طابقين، ووضع فوق شباكها لوحة رخام، كتب عليها بخط بارز جميل، سطرين، جاء فيهما: قد أنشأت هذه السبيل خانة إلى الشهيد حيدري زادة صالح أفندي 1330 ه‍. تلي ذلك قصيدة عينية، من عشرة أبيات، كتبت على ستة أسطر، في رثاء السيد صالح الحيدري. وما تزال هذه السقاية قائمة، وهي تقع بلصق دائرة البريد في الأعظمية.